# Chapuis (motorfiets)
Chapuis is een historisch merk van bromfietsen.
Chapuis was een Frans merk dat van 1950 tot 1960 50cc-bromfietsen maakte. Daarnaast maakte men in licentie de Garelli Mosquito-blokjes en ook complete bromfietsen met deze blokjes.